# Machi-bugyō d'Edo

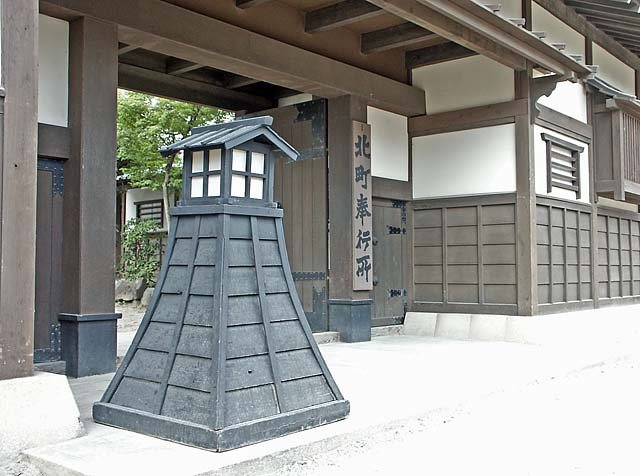
Reconstruction de l'entrée du Kita-machi-bugyō-sho, résidence officielle des magistrats du nord d'Edo.

Les machi-bugyō d'Edo (江戸町奉行) sont des magistrats ou administrateurs municipaux responsables de la gouvernance et du maintien de l'ordre dans la ville shogunale d'Edo. Les machi-bugyō sont des samouraïs fonctionnaires du shogunat Tokugawa à l'époque d'Edo du Japon. Les nominations à cette importante fonction sont généralement réservées aux fudai daimyo mais cette position compte parmi les postes supérieurs administratifs ouverts à ceux qui ne sont pas daimyos. Les interprétations classiques traduisent ces titres japonais par « commissaire », « surveillant » ou « gouverneur ».

## Histoire
Au cours de l'époque d'Edo, il y a généralement deux hatamoto qui servent simultanément en tant que machi-bugyō d'Edo. Il y a deux machi-bugyō-sho d'Edo dans les limites de la compétence métropolitaine et durant les années 1702-1719, il en existe aussi un troisième appelé machi-bugyō. 
Les machi-bugyō d'Edo sont les autorités publiques centrales dans cet important centre urbain. Ces hommes sont des fonctionnaires nommés par le bakufu et remplissent un rôle unique. Ils constituent un amalgame de chef de police, juge, et maire. Les machi-bugyō sont censés gérer une gamme complète de responsabilités administratives et judiciaires.
Chaque machi-bugyō est impliqué dans la collecte des impôts, la police et la lutte contre les incendies, et en même temps, chacun endosse un certain nombre de rôles judiciaires à l'audience et décide des affaires civiles ordinaires et des affaires criminelles.
À cette époque, les machi-bugyō sont considérés comme ayant le même statut que les daimyos de second rang. À tout moment, il y a jusqu'à seize machi-bugyō dans tout le Japon et toujours deux à Edo.

## Ville shogunale
Pendant cette période, Edo se classe parmi les grands centres urbains, dont certains sont désignés « ville shogunale ». Le nombre de ces villes augmente de trois à onze sous l'administration Tokugawa.  
À Edo, un système spécial est conçu pour atténuer les risques de corruption municipale. Initialement, il y a trois machi-bugyō puis leur nombre est réduit à un. Le nombre des machi-bugyō est porté à deux sous le shogun Iemitsu. À l'exception d'une brève période au début du XVIIIe siècle, cette administration bicéphale reste le modèle constant jusqu'à l'abolition du shogunat en 1868. Deux fonctionnaires principaux se partagent pouvoirs et responsabilités, et chacun assume alternativement le contrôle pendant un mois avant de céder la place à son homologue. Ces deux fonctionnaires sont basés chacun dans des endroits séparés d'une certaine distance l'un de l'autre. Une réorganisation du gouvernement de la ville portant une plus grande attention aux deux emplacements distincts pour ces fonctionnaires a lieu en 1719.

### Kita-machi-bugyō
Les magistrats du nord d'Edo sont appelés kita-machi-bugyō (北'町奉行) parce que leur résidence officielle se trouve physiquement au nord de l'emplacement officiel de son homologue du sud, le minami-machi-bugyō.

### Minami-machi-bugyō
Les magistrats du sud d'Edo sont appelés minami-machi-bugyō (南町奉行), parce que leur résidence officielle se trouve physiquement au sud de l'emplacement officiel de son homologue du nord, le kita-machi-bugyō. En 1707, le shogunat Tokugawa établit le minami-machi bugyō-sho, bureau des magistrats d'Edo, dans la zone de l'actuel quartier de Yūrakuchō.
- Voir Ōoka Tadasuke

### Honjo-machi-bugyō
Le troisième magistrat d'Edo, appelé Honjo-machi-bugyō (本所町奉行), est responsable des quartiers de Honjo et Fukagawa sur la rive est de la Sumida-gawa. Un troisième machi-bugyō est jugé nécessaire entre 1702 et 1719.

## Liste (partielle) desEdo machi-bugyō
- Amano Saburobei Yasukage[11].
- Itakura Katsushige[11].
- Tōyama Kagemoto[12].
- Yoda Masatsugu (1753)[13].
- Nanbu Toshimi (1753)[13].